# XHTML+MathML+SVG
XHTML+MathML+SVG es un estándar del W3C que describe la integración de la semántica de MathML 2.0 y SVG 1.1 en el lenguaje XHTML 1.1 y CSS en el mismo espacio de nombres. Se considera "obsoleto" por el W3C.